# زندان کلدبث فیلدز
زندان کلدبَـث فیلدز (انگلیسی: Coldbath Fields Prison) با نام غیررسمی «استیل»، زندانی در ناحیهٔ ماونت پلزنت کلارکنول لندن بود. این زندان در زمان سلطنت جیمز اول (۱۶۰۳–۱۶۲۵) تأسیس شد و در سال ۱۷۹۴ به‌طور کامل بازسازی شد و در سال ۱۸۵۰ گسترش یافت. در این مکان، زندانیان محکوم به حبس‌های کوتاه‌مدت (تا دو سال) را نگهداری می‌کرد. بندهای مختلفی برای جداسازی جنایتکاران، متخلفان، بدهکاران و ولگردها در این زندان موجود بود.
این زندان نامش را از چشمه آب سرد کلدبَـث گرفته بود، که چشمه‌ای با خواص درمانی محسوب می‌شد و در سال ۱۶۹۷ کشف شده بود.